# Tlogob
Tlogob (en rus: Тлогоб) és un poble del Daguestan, a Rússia, que en el cens del 2010 tenia 215 habitants. Pertany al districte rural de Gunib.